# グルタミンtRNAリガーゼ
グルタミンtRNAリガーゼ(Glutamine—tRNA ligase、EC 6.1.1.18)は、以下の化学反応を触媒する酵素である。
ATP + L-グルタミン + RNA{\displaystyle \rightleftharpoons }AMP + 二リン酸 + L-グルタミニルtRNAGln
従って、この酵素は、ATPとL-グルタミンとRNAの3つの基質、AMPと二リン酸とL-グルタミニルtRNAGlnの3つの生成物を持つ。
この酵素はリガーゼに分類され、特にアミノアシルtRNAと関連化合物に炭素-酸素結合を形成する。系統名はL-グルタミン:tRNAGlnリガーゼ(AMP生成)(L-Glutamine:tRNAGln ligase (AMP-forming))である。グルタミニルtRNAシンターゼ、グルタミントランスラーゼ、GlnRS等とも呼ばれる。この酵素は、グルタミン酸の代謝及びアミノアシルtRNAの生合成に関与している。

## 構造
2007年末時点で、15個の構造が解かれている。蛋白質構造データバンクのコードは、1EUQ、1EUY、1EXD、1GSG、1GTR、1GTS、1NYL、1O0B、1O0C、1QRS、1QRT、1QRU、1QTQ、1ZJW、2HZ7である。